# Словесные названия российского оружия/Г
Словесные названия российского оружия
А
Б
В
Г
Д
Е
Ё
Ж
З
И
К
Л
М
Н
О
П
Р
С
Т
У
Ф
Х
Ц
Ч
Ш
Щ
Э
Ю
Я
- «Гавот» — пьезоэлектрический датчик для КС-185
- «Гавот» — вибрационное средство обнаружения для блокировки водопропусков
- «Гагара» — спасательный катер проекта 14010 (авиадесантируемый)
- «Гагара» — 240-мм активно-реактивная мина
- «Гагара» — авиационный магнитометр на Бе-6
- «Гагара» — авиационная ИК поисковая противолодочная система
- «Газель» — бронированный спецавтомобиль для МВД СПМ-2
- «Газетчик» — станция защиты РЛС от противорадиолокационных ракет (34Я6)
- «Газон» — корабельный комплекс наведения истребительной авиации
- «Газон» — аппаратура РЭБ
- «Газон» — семейство проводноволновых периметровых средств обнаружения
- «Гайдук» — корвет проекта 58250 (проект)
- «Гайдук» — быстроразвертываемая радиотехническая система на основе ЛВВ (гражданский вариант — Виадук)
- «Гал» — шестиствольный миномёт
- «Галантерея» — разгрузочный жилет
- «Галерея» — однопозиционное радиолучевое средство обнаружения с возможностью организации санкционированных проходов
- «Галл» — 82-мм бесшумный миномёт 2Б25 (ОКР «Супермодель»)
- «Галс» — корабельная/авиационная РЛС
- «Галс» — геостационарный спутник связи 17Ф71(73)
- «Галс» — авиационная трансляционная приставка к РЛС
- «Гамбринус» — радиолокационно-тепловизионный комплекс контроля надводной обстановки
- «Гамма» — мобильная РЛС большой дальности
- «Гамма» — танковая аппаратура топопривязки
- «Гамма» — панхроматическая съёмочная аппаратура для ИСЗ «Минитор»
- «Гамма» — авиационный радиолокатор вооружения (Ан-8)
- «Гамма» — автономный астрофизический комплекс 19К-А30
- «Гамма» — станционная аппаратура
- «Гамма» — гидроакустическая станция звукоподводной связи ПЛ с водолазами МГВ-5П
- «Ганг» — ЗРК (экспортный Бук)
- «Гангутец» — сторожевой корабль проекта 35 [Mirka-I]
- «Ганимед» — авиасбрасываемый спасательный контейнер
- «Гардения» — авиационная станция РЭП Л-203И
- «Гардиан» — бронетранспортёр
- «Гардина» — сигнализационная система обеспечения охраны госграницы С-175
- «Гармонь» — малогабаритная переносная РЛС обнаружения воздушных целей 1Л122М
- «Гарпия» — сигнализационный комплекс
- «Гарпия» — низкоуровневая телевизионная камера
- «Гарпун» — корабельная РЛС целеуказания 4Ц53
- «Гарпун» — ГСН на КР Х-45
- «Гарпун» — быстроходный патрульный катер А77
- «Гарпун» — система авиабуксировки МиГ-15 с помощью Ту-4
- «Гарпун» — переносная станция наземной разведки ПСНР-3 (1РЛ129)
- «Гарпун-Бал» — РЛК
- «Гваюла» — радиорелейная станция миллиметрового диапазона
- «Гвоздика» — 122-мм самоходная гаубица 2С1
- «Гвоздика» — авиационная станция РЭП СПС-143
- «Гвоздика» — генератор опорной частоты до Гиацинта
- «Гвоздь» — 40-мм газовый (CS) выстрел к ГП-25
- «Гвоздь» — 125-мм опытный танковый КУВ (позже стал КУВ «Кобра»)
- «Гейзер» — КА-ретранслятор 11Ф663 («Поток»)
- «Гектор» — КА фоторазведки 11Ф690 («Зенит-2М»)
- «Гелий» — авиационный бортовой связной КВ передатчик Р-836УМ
- «Гелиос-РЛД» — проект беспилотного летательного аппарата разработки компании Кронштадт
- «Генератор» — специальная ГЧ для ракет Р-2
- «Генетика» — набор для исследования документов
- «Гео» — пилотажные очки ночного видения III поколения
- «Георгин» — радиолучевое средство обнаружения РЛД-73
- «Геотон» — спектрозональная съёмочная аппаратура для космического комплекса «Ресурс»
- «Геофизика» — стратосферный самолёт-разведчик М-55
- «Геофизика» — авиационные очки ночного видения
- «Геофил» — тренажёр наводчика танка
- «Гепард» — автомобиль оперативной связи
- «Гепард» — сторожевой корабль проекта 11661 («Татарстан») [Gepard]
- «Геракл» — сверхтяжёлый двухбалочный самолёт
- «Геракл» — КА фоторазведки 11Ф692М («Зенит-4МКМ»)
- «Геракл» — радиовзрыватель 9-А-8712 (для 500 кг авиабомб)
- «Герань» — инфракрасная система предупреждения
- «Герань» — копия иранских БПЛА Shahed-136
- «Герань» — специальная ГЧ для ракет Р-2
- «Герань» — авиационная станция активных помех СПС-162
- «Герань» — бортовая испытательная аппаратура на самолёте Ли-2ЛЛ
- «Герань» — химическая боевая часть неуправляемой баллистической ракеты 9М21Г комплекса 9К52 «Луна-М»
- «Герб» — сейсмическое средство обнаружения
- «Гербицид» — быстроразвертываемый комплекс охраны временных стоянок самолётов
- «Геркулес» — корабельная ГАС ГС-572
- «Геркулес» — береговая СДВ радиостанция
- «Геркулес» — межорбитальный буксир 17Ф11 с ядерным ракетным двигателем (проект)
- «Гермес» — САУ (2х155-мм)
- «Гермес» — управляемое вооружение КМ-5
- «Гермес» — спутник фоторазведки
- «Гермес» — перспективный высокоточный ПТРК большой дальности
- «Гжель» — бронежилет
- «Гиацинт» — семейство 152-мм артиллерийских орудий в самоходном (литера «С») и буксируемом (литера «Б») вариантах
  - «Гиацинт-Б» — 152-мм самоходная пушка 2C5 (объект 307)
    - «Гиацинт-БК» — опытная версия 2А43 с картузным заряжанием разработки ОКБ-9
    - «Гиацинт-БК-1» — опытная версия 2А53 с картузным заряжанием разработки КБ Завода имени Ленина
    - «Гиацинт-БК-1М» — опытная версия 2А53М с картузным заряжанием разработки КБ Завода имени Ленина

  - «Гиацинт-С» — 152-мм буксируемая пушка 2А36
- «Гиацинт» — генератор опорной частоты
- «Гибка» — турельная установка 3М47 для ПЗРК «Игла»
  - «Гибка-Р»
  - «Гибка-М5» — турельная установка для поражения воздушных низколетящих со скоростями до 400 м/с целей днём и ночью
  - «Гибка-М6» — турельная установка для поражения воздушных низколетящих со скоростями до 400 м/с целей днём и ночью
  - «Гибка-С» — самоходный зенитно-ракетный комплекс на шасси бронеавтомобиля «Тигр»
- «Гибка» — зенитный ракетный комплекс на шасси ВПК-233116
- «Гибрид» — неконтактный взрыватель 9Э328
- «Гигиена» — мобильная станция очистки и консервирования воды СКО-10 для инженерных войск производительностью 8-10 м³ питьевой воды в час на шасси Урал-532361
- «Гидрограф» — система морского оружия
- «Гильза» — перспективный БТР (БТР-92?)
- «Гиндукуш» — спасательное судно проекта 05430 (проект)
- «Гиперон» — прицел снайперский панкратический 1П59
- «Гиря» — гирокомпас
- «Глаз» — танковый управляемый снаряд
- «Глаз» — опытный ПТРК
- «Глет» — радиостанция
- «Глобус» — космический комплекс системы спутниковой связи ЕССС-2
- «Глобус» — серия космических аппаратов
- «Глобус» — РЛ-система посадки
- «Глобус» — испытательный КА 17Ф15 («Радуга-1»)
- «Глубина» — СДВ радиолиния скрытной связи (морская)
- «Глубина» — корабельный СДВ радиоприёмник для ПЛ Р-676
- «Глубина» — глубоководный аппарат проекта 952 (проект)
- «Гневный» — эскадренный миноносец проекта 57-бис [Krupny]
- «Гнейс» — самолётная РЛС
- «Гном» — 12,5-мм револьвер ОЦ-20
- «Гном» — подвижный РК с малогабаритной крылатой МБР (проект)
- «Гном» — 40-мм ручной шестизарядный револьверный гранатомёт РГ-6 (6Г30)
- «Гном» — генератор шума
- «Гном» — самоприцеливающийся боевой элемент 9Н282 для кассетных БЧ
- «Гоби» — электросигнализационный комплекс для охраны государственной границы (КС-185)
- «Гоблин» — 9-мм пистолет-пулемёт
- «Гобой» — носимо-возимый ПТРК 9К111-1 («Конкурс»)
- «Гобой» — установка разминирования УР-88 (объект 190)
- «Годограф» — семейство вибрационных и сейсмических периметровых средств обнаружения
- «Голец» — морская мина
- «Голиаф» — береговая СДВ радиостанция
- «Голотурия» — станция наземной артиллерийской разведки 1РЛ232МП-К
- «Голубая акула» — проект катера-экраноплана
- «Гонец» — серия космических аппаратов (связь)
- «Горбач» — штурмовик/разведывательный самолёт Ил-20 [Coot]
- «Горгона» — проект контейнера морского десантирования (модификация «Ганимеда»)
- «Горец» — многофункциональная инженерная дорожная машина МИДМ
- «Горец» — 120-мм минометный комплекс МЗ-304 на базе бронеавтомобиля «Тигр-М»
- «Горец» — специальный бронированный автомобиль КамАЗ-3958 на базе КамАЗ-43501
- «Гориец» — защищённая антенна для КП
- «Горизонт» — корабельный навигационный комплекс
- «Горизонт» — гидроакустический измеритель скорости звука МГ-43 для ПЛ
- «Горизонт» — КА связи 11Ф662
- «Горизонт» — стабилизатор танкового вооружения СТП-1
- «Горизонт» — РЛС П-18
- «Горизонт» — стационарная ТРС станция
- «Горизонт» — радиокомандная система наведения с земли на МиГ-17ПФГ
- «Горностай» — сторожевой корабль проекта 50 [Riga]
- «Горьковчанин» — комплекс РЛ-разведки
- «Горка» — серия полевых костюмов для горно-стрелковых войск
- «Горн» — ПКП
- «Горн» — проект МБР
- «Горнист» — радиолокационная станция 1Л121
- «Горностай» — патрульный катер проекта 20990
- «Горностай» — сторожевой корабль проекта 50 (Леопард) [Riga]
- «Город» — разгрузочный жилет
- «Горчак» — универсальное огневое сооружение
- «Горьковчанин» — вертолётный комплекс радиолокационной разведки 1К130 с вертолётом Ка-31
- «Госпиталь» — программно-технический комплекс 3 ЦВКГ (83Т94)
- «Граб» — исследовательский Ту-22М
- «Граб» — корабельная автоматизированная система управления 3Р-13.9
- «Гравий» — корабельный РЛК
- «Град» — 122-мм реактивная система залпового огня 9К51 БМ-21 на шасси Урал-375 (БМ-21 2Б5) и Урал-4320 (БМ-21-1 2Б17)
  - «Град-1» — 122-мм реактивная система залпового огня 9К55 9П138 на шасси ЗиЛ-131
  - «Град-В» — 122-мм воздушно-десантная реактивная система залпового огня 9К54 БМ-21В на шасси ГАЗ-66
  - «Град-ВД» — 122-мм воздушно-десантная реактивная система залпового огня 9К54 БМ-21ВД на базе БТР-Д
  - «Град-М» — 122-мм корабельная реактивная система залпового огня А-215 с 22-ствольной пусковой установкой
  - «Град-П» — 122-мм лёгкая переносная реактивная система залпового огня 9П132
- «Град» — 140-мм корабельная РСЗО С-39
- «Град» — самолётный радиолокационный дальномер СРД-3
- «Град» — опытный четырёхствольный подводный пистолет
- «Град» — авиационная противосамолётная заградительная система
- «Град» — авиационный радиодальномер СРД-3
- «Град» — разгрузочный жилет
- «Градус» — СВ-пеленгатор (морская радиотехническая разведка)
- «Гранат» — стратегическая КРМБ КР-55 (3М10) С-10 [SS-N-21 Sampson]
- «Гранат» — радиостанция Р-113
- «Гранат» — 40-мм подствольный гранатомёт ГП-30У (экспортный)
- «Гранат» — фотоприёмное устройство для космических аппаратов
- «Гранат» — обнаружитель скрытых объектов
- «Гранат» — опытный танк (бронеобъект)
- «Гранат» — радиовысотомер А-068-01А
- «Гранат» — морской минный тральщик-вертолётоносец проекта 923 (проект)
- «Гранильщик» — гусеничный минный заградитель ГМЗ-3 (объект 318)
- «Гранит» — сборное железобетонное сооружение
- «Гранит» — система охраны особо важных объектов
- «Гранит» — ракетный комплекс П-700 и ПКР 3М45 [SS-N-19 Shipwreck]
- «Гранит» — ПКП на базе МАЗ-543 («Барьер»)
- «Гранит» — проект двухступенчатой баллистической ракеты
- «Гранит» — атомные подводные лодоки с крылатыми ракетами П-700 «Гранит» проекта 949 [Oscar-I]
- «Гранит» — радиорелейная радиостанция Р-416Г
- «Гранит» — ремонтно-диагностический комплекс
- «Гранит» — АСУ 5Д91
- «Гранит» — комплекс технических средств подвижной радиотелефонной связи (Р-169 и П-227БРМ)
- «Гранит» — проект берегового ПКР комплекса
- «Гранит» — телефонно-телеграфная радиостанция спецназа ВМФ
- «Граница» — автоматизированная система охраны государственной границы
- «Грант» — малогабаритный БПЛА
- «Грань» — 120-мм артиллерийский КУВ КМ-8
- «Грань» — геостационарный КА военной связи 11Ф638 («Радуга»)
- «Грань» — серия бронежилетов
- «График» — специальная радиостанция космической связи
- «Графит» — корабельная МВ радиостанция Р-619
- «Графит» — бортовая аппаратура командно-программно-траекторной радиолинии КПТРЛ для КА «Янтарь»
- «Грация» — лёгкий бронежилет (женский)
- «Грач» — 9-мм пистолет ПЯ Ярыгина (6П35)
- «Грач» — самолёт Су-25 [Frogfoot]
- «Гребень» — авиационная курсовая система
- «Гребешок» — авиационная панорамная РЛС обнаружения и ретрансляции
- «Гребешок» — опытный вертолёт воздушный пеленгатор Ми-10ГР
- «Гребешок» — радиостанция для поиска и перехвата радиорелейных связей Р-343
- «Грезы» — сейсмомагнитометрическое маскируемое средство обнаружения
- «Гремящий» — большой противолодочный корабль проекта 57А [Kanin]
- «Гренадер» — комплект боевой защитной экипировки
- «Гринда» — система подготовки торпедных аппаратов (СПТА)
- «Гриф» — быстроходный патрульный катер проекта 1400 [Zhuk]
- «Гриф» — датчик солнца
- «Гриф» — 152-мм осколочно-фугасный снаряд 3ОФ25
- «Гриф» — радиовзрыватель ЗУР «400»
- «Грифель» — артиллерийское вооружение
- «Грифон» — катер проекта 14006 (с ракетным комплексом «Атака»)
- «Грифон» — двухспектральная система видеонаблюдения
- «Гроза» — стрелково-гранатомётный комплекс ОЦ-14
  - «Гроза-1» — вариант ОЦ-14-1А под патрон 7,62×39 мм
  - «Гроза-4» — вариант ОЦ-14-4 под патрон 9×39 мм
- «Гроза» — 7,62-мм малогабаритный специальный пистолет МСП
- «Гроза» — корабельная РСЗО МС-73 (Град-М) и её ПУС
- «Гроза» — прибор управления торпедной стрельбой
- «Гроза» — серия самолётных метеонавигационных локаторов
- «Гроза» — проект палубного ударного самолёта
- «Гроза» — авиационная РЛС (проект комплекса перехвата К-100)
- «Гроза» — оптический прицел бомбардировочный ОПБ-15Т на Ту-160
- «Гроза» — проект тяжёлой ракеты-носителя РЛА-110 (на базе РН «Энергия»)
- «Гроза» — стабилизатор танкового вооружения
- «Гроза» — водометный спецавтомобиль
- «Гроза» — танк Т-80 (объект 219 сп.2)
- «Гроздь» — 50-мм пиропатрон инфракрасный ППИ-50 (Л-043)
- «Грозный» — ракетный крейсер проекта 58
- «Гром» — авиационная ракета Х-23 (X-66) класса «воздух-земля»
- «Гром» — 73-мм гладкоствольное орудие 2А28 (ТКБ-04) для БМП
- «Гром» — опытный ПКР комплекс П-750 (3М25) [SS-N-24 Scorpion]
- «Гром» — РЛС система управления корабельным ЗРК «Шторм»
- «Гром» — экспериментальная 80-мм РСЗО (НУРС С-8) для ВДВ
- «Гром» — станция орудийной наводки СОН-15
- «Гром» — БРПЛ Р-39М
- «Гром» — оперативно-тактический ракетный комплекс (Украина)
- «Гром» — сторожевой корабль проекта 12441 («Новик»)
- «Гром» — комплекс вооружения (боевой модуль) для бронетехники
- «Гром» — стабилизатор танкового вооружения ПУОТ-2
- «Гром-Э1» — корректируемая планирующая авиационная бомба с ракетным двигателем
- «Грот» — навигационная аппаратура потребителя (ГЛОНАСС-Navstar)
- «Грот» — телефонный аппарат
- «Груша» — аппаратура телевизионной трансляции
- «Груша» — малый БПЛА
- «Груша» — ПЛ с крылатыми ракетами проекта 667АТ [Yankee-Notch]
- «Губка» — датчик сигнализации
- «Гукол» — метеорадиолокатор
- «Гуммит» — авиационный маяк-ответчик
- «Гурзуф» — корабельная станция РЭП МП-150
- «Гусар» — автомобиль УАЗ-3153Г (ТС-3132) с вооружением (ПК и АГС)
- «Гусар» — бронежилет
- «Гусар» — бронированная командирская (санитарная) машина УАЗ-2966 (на базе УАЗ-3159)
- «Гусеница» — тяжёлый механизированный мост ТММ-6 на шасси колёсного тягача МЗКТ-7930
- «Гусь» — планка для установки фонаря на автомат (Б-9)
- «Гюйс» — корабельный КВ радиоприёмник Р-697
- «Гюйс» — корабельная РЛС обнаружения надводных и воздушных целей
- «Гюрза» — 9-мм автоматический пистолет СР-1 (Вектор)
- «Гюрза» — ЗРК 9А34А (модернизация на базе ЗРК «Стрела-10М»)
- «Гюрза» — 125-мм опытное танковое управляемое вооружение для Т-64А
- «Гюрза» — корабельный трал ПКУМ
- «Гюрза» — техническая система охраны периметра
- «Гюрза» — серия боевых ножей
- «Гюрза» — корабельный комплекс оптико-электронного подавления